# Allt är bara du, du, du
Allt är bara du, du, du är ett studioalbum av den svenska sångaren Magnus Carlson, känd från Weeping Willows. Albumet släpptes 2001.
Gästmusiker är bland annat Joakim Thåström, Mick Jones från The Clash, Timo Räisänen och Håkan Hellström.

## Låtlista
1. "Genom natten" - 3:58
2. "Det värsta av allt" - 4:28
3. "Va med mig" - 4:30
4. "Sagoland" - 4:21
5. "Repig 7′ singel" - 5:00
6. "Ta orden ur min mun" - 4:26
7. "Vacker främling" - 4:14
8. "Nu skiner solen på oss" - 4:36
9. "Du är så rädd" - 4:06
10. "Som fossil" - 4:11
11. "Vacker värld" - 3:40

## Medverkande Musiker
- Bas – Timo Lundgren
- Trummor – Fredrik Sandsten
- Gitarrer – Daniel Levin, Ian Person, Johan Forsman (låt: 1, 7, 9), Mick Jones (låt: 6, 7, 8, 9), Joakim Thåström (låt: 3, 6)
- Keyboards: Henryk Lipp
- Mastered Av: Henryk Lipp, John Davis (4)
- Mixad Av: Cameron Craig, Henryk Lipp
- Producent– Henryk Lipp
- Scratches: Joe Attard (låt: 11)